# كلوبيدوغريل
كلوبيدوغريل (بالإنجليزية: Clopidogrel) هو دواء يستخدم لمنع تكون تجلطات الدموية، وتخثر الدم.

## الوظيفة
وظيفة الكلوبيدوغريل هو منع تشكل التجلطات الدموية وما يرافقها من احتمالات الإصابة بالنوبة القلبية (الجلطة) أو السكتة الدماغية .

## الأستعمالات
يعتبر الكلوبيدوغريل فعال أكثر من الاسبرين في الحد من احتمالات الإصابة بالنوبة القلبية أو السكتة الدماغية وتجلط الدم لدى الاشخاص المعرضين للإصابة بها. لان لديه القدرة على تفاقم الاثار الجانبية، حيث يقلل من التسبب بنزف دموي في الجهاز الهضمي. ولكن احتمالات الإصابة بقلة العدلات (Neutropenia) هي أكبر بقليل في هذا الدواء منها لدى تناول الاسبرين. أيضا أثاره الجانبية أقل من دواء تيكلوبيدين (TICLOPIDINE)، حيث لا يسبب الطفح الجلدي ، أو اضطرابات في الجهاز الهضمي .
الأسماء التجارية

## وصلات اضافية
- Plavix official website نسخة محفوظة 4 أغسطس 2009 على موقع واي باك مشين. بريستول-مايرز سكويب/سانوفي
- Plavix prescribing information بريستول-مايرز سكويب/سانوفي
- Plavix, Aspirin and Stents : Patients' Forum : Angioplasty.Org
- Drug promises end to migraine misery نسخة محفوظة 6 يوليو 2008 على موقع واي باك مشين.
- U.S. National Library of Medicine: Drug Information Portal - Clopidogrel
- Krka official website